# II. Rogvolod polocki fejedelem
II. Rogvolod Vszeszlavics (oroszul Рогволод Всеславич; 1054 előtt – 1128) Polock fejedelme 1127-től haláláig.

## Élete
Rogvolod személye körül szinte minden tény vita tárgya. Vszeszláv polocki fejedelem fia volt és valamikor 1054 előtt született. Lehetséges hogy legidősebb fiú volt, mindenesetre Vszeszláv hat (vagy hét) fia közül az idősebbek közé tartozott. Egyes történészek véleménye szerint azonos Vszeszláv Borisz nevű fiával, a Borisz a keresztségben kapott neve volt.
1101-ben apja meghalt és a fejedelemséget szétosztották fiai között. Egyes verziók szerint Rogvolod kapta Polock városát, mások szerint fivére, David. Rogvolod személye mellett szól az, hogy az 1120-as keltezésű "Polocki Eufroszina élete" legenda őt említi a város fejedelmeként. 1127-ben, a kijeviek támadása idején viszont már David volt a fejedelem. Leonyid Alekszejev történész szerint Rogvolod Druck kormányzója lehetett.
1102-ben a litván jatvingok törzse ellen viselt hadat, majd visszatérőben megalapította Boriszov városát. 1106-ban feltehetően fivéreivel együtt részt vett a szintén litván zemgalok elleni sikertelen hadjáratban.
1127-ben Msztyiszláv kijevi nagyfejedelem nagy sereggel a tőle független Polockra támadt és sorra foglalta el településeit. A polocki népgyűlés elűzte David fejedelmet és helyére Rogvolodot választották, akinek sikerült békét kötnie a kijeviekkel. A következő év elején azonban a hetven év fölött levő Rogvolod meghalt, David pedig visszatért a fejedelmi székbe.
Rogvolod állíttatta Polock környékén az ún. Borisz-köveket, hét sziklát, amelyekbe vallásos könyörgéseket és keresztábrázolásokat véstek.

## Családja
Rogvolod feleségének neve nem ismert, három gyermekük született: 
- Rogvolod (Vaszilij) (†1171 után) polocki fejedelem
- Iván (†1139 után)
- Zvenyiszlava (1127 előtt–1173 után), Jevprakszija néven kolostorba vonult

## Fordítás
- Ez a szócikk részben vagy egészben  a(z)   Рогволод Всеславич (князь полоцкий) című orosz Wikipédia-szócikk ezen változatának fordításán alapul.  Az eredeti cikk szerkesztőit annak laptörténete sorolja fel. Ez a jelzés csupán a megfogalmazás eredetét és a szerzői jogokat jelzi, nem szolgál a cikkben szereplő információk forrásmegjelöléseként.